# Луна 22
Луна 22 е апарат, изстрелян от СССР по програмата Луна с цел изследване на Луната.
Основните цели на мисията са изследване на гравитационното поле на Луната, както и радиационната среда, интензивността на гама-лъчението и слънчевия вятър в окололунното пространство.
Заснети са множество снимки на повърхността от орбита.
Луна 22 е вторият от новото поколение апарати на конструкторското бюро Лавочкин, базирани на Луна 16, при които Луноходът е заменен с херметизиран отсек с инструменти.
Апаратът е ускорен по тракетория към Луната от паркова околоземна орбита на 29 май 1974 г. и влиза в орбита около Луната на 2 юни след една корекция на курса.
Първоначалната орбита е с височина 219 x 222 km и с 19°35' инклинация.
Извършено е детайлно заснимане на повърхността на Луната, както и изследване на химическия състав на повърхността, микрометеоритната активност, окололунното магнитно поле, слънчевия вятър и космичните лъчи.
Извършени са множество промени на орбитата, докато на 2 септември 1975 г. горивото на двигателите се изчерпва.
Луна 22 е последният изкуствен спътник на Луната изстрелян от СССР (Русия).